# Kerry Ellis
Kerry Ellis (* 6. Mai 1979 in Suffolk) ist eine englische Musicaldarstellerin, die sich durch die Verkörperung mehrerer West-End-Hauptrollen einen Namen machte. Besondere Bekanntheit erlangte sie durch das Queen-Musical We Will Rock You, wo sie in der Londoner Originalbesetzung die Rolle der „Meat/Ozzy“ schuf. Bis 2009 spielte sie die Rolle der „Elphaba“ im Musical Wicked – Die Hexen von Oz in London. Ellis ging mehrmals gemeinsam mit Brian May auf Tournee, der zahlreiche ihrer Veröffentlichungen produzierte.

## Karriere
Noch bevor Kerry Ellis 1997 ihre professionelle Ausbildung an der Laine Theatre Arts in Surrey begann, war sie zwei Jahre lang Teil der Gruppe Starmakers, wodurch sie erste Bühnenerfahrung sammelte.
2000 wurde sie Mitglied des Ensembles von My Fair Lady, wo sie auch als Zweitbesetzung der „Eliza Doolittle“ auftrat. Ebenso wirkte sie als Zweitbesetzung in Magic of the Musicals mit. In der Londoner Originalbesetzung des Musicals We Will Rock You war sie von 2002 bis 2004 als „Meat“ zu sehen, um sich anschließend der Englandtour von Miss Saigon als „Ellen“ anzuschließen. Später kehrte sie nach London zurück und spielte „Fantine“ in Les Misérables.
Seit Ende 2006 war sie im Musical Wicked – Die Hexen von Oz engagiert. Erst wirkte sie dort als Zweitbesetzung der Hauptrolle „Elphaba“, um im Januar 2007 Idina Menzel als „Böse Hexe des Westens“ abzulösen. Außerdem war sie für ein halbes Jahr als Erstbesetzung „Elphaba“ am Broadway zu sehen, danach spielte sie wieder die „Elphaba“ in der Londoner Produktion, ihre vorerst letzte Vorstellung spielte sie am 9. Mai 2009.
Von März 2010 bis Januar 2011 war sie im Musical Oliver! als „Nancy“ zu sehen.
Von Mai bis Juli 2011 tourte Ellis, teilweise in Begleitung von Brian May, mit ihrem Soloprogramm Anthems – the Concert durch Großbritannien. Das Auftaktkonzert fand am 1. Mai 2011 in der Royal Albert Hall in London statt.
Seit dem 4. August 2014 steht Ellis erneut als „Elphaba“ auf der Bühne des Londoner Apollo Victoria Theaters. Sie sprang für ihre Kollegin Willemijn Verkaik ein, die ihr Engagement aufgrund einer Rückenverletzung vorzeitig beenden musste.
Bis zum 25. Oktober 2014 wird sie die grüne Hexe verkörpern, ehe sie von der regulär nachrückenden Nikki Davis-Jones ersetzt werden wird.

## Veröffentlichungen
1999 war sie auf einer Aufnahme für Children in Need zu hören sowie in einem Jingle für Capital Radio.
Ebenso ist Kerry Ellis auf der Original-London-Cast-CD von We Will Rock You aus dem Jahr 2003 zu hören. Ihre Interpretation des Queen-Titels No-One but You (Only the Good Die Young), die sie auch im Musical vortrug, nahm sie mit Queen-Gitarrist Brian May 2004 nochmals auf. 2008 veröffentlichte sie in Großbritannien Wicked in Rock, eine CD mit zwei Titeln des Musicals in Rock-Versionen sowie No-One but You.
Ellis’ Studioalbum Anthems erschien, ebenfalls produziert von Brian May, im September 2010. 2013 folgte das Livealbum Acoustic by Candlelight – Live on the Born Free Tour von Kerry Ellis & Brian May. Es enthält Aufnahmen, die 2012 bei ihrer Tournee durch Großbritannien entstanden, und wurde produziert von May.
2014 veröffentlichte sie das Album KE, bei dem Brian May nur teilweise mitarbeitete. 2017 erschien das Album Golden Day, das Brian May wieder produzierte, einige Songs dafür schrieb und mitspielte.

## Engagements
- 2000: My Fair Lady
- 2002 bis 2004: We Will Rock You
- 2004: Miss Saigon
- 2005: Les Misérables
- 2006 bis 2009: Wicked – Die Hexen von Oz
- 2010: Oliver!
- 2012: War of the Worlds
- 2015: Cats